# Koksvere
Koksvere är en ort i Estland. Den ligger i Kõo kommun och landskapet Viljandimaa, i den centrala delen av landet, 100 km sydost om huvudstaden Tallinn. Koksvere ligger 51 meter över havet och antalet invånare är 225.
Terrängen runt Koksvere är mycket platt. Runt Koksvere är det glesbefolkat, med 10 invånare per kvadratkilometer. Närmaste större samhälle är Põltsamaa, 19,0 km öster om Koksvere. I omgivningarna runt Koksvere växer i huvudsak blandskog.